# 朝鮮王室儀軌
《朝鮮王室儀軌》是朝鲜王朝時代，王室主要行事，如婚、喪、喜、慶、冊封、築城等文字及圖畫記錄的總彙。於2007年被列入聯合國教科文組織的世界記憶項目。

## 現存地點
- 首爾大學（서울대학교）奎章閣 - 546種2940冊
- 韓國學中央研究所藏書閣 - 287種490冊
- 日本宮内廳（宮内庁）書陵部 - 72種141冊
- 法國國家圖書館（Bibliothèque nationale de France）- 191種297冊

日本宮內廳所藏之古籍是於朝鮮日治時期由朝鮮總督府所移轉。2010年8月，時任日本首相的菅直人表示會盡快將宮內廳收藏的《朝鮮王室儀軌》歸還給韓國。2011年12月，日本将包括《朝鲜王室仪轨》在内的千余古籍退还给韩国后，轉交予韩国首尔国立古宫博物馆收藏。
法國所藏之古籍為1866年法國海軍攻打江華島後所掠奪。於1993年密特朗總統訪問南韓時，歸還了《徽慶園園所都監儀軌》上卷，其他部份是否歸還尚在交涉中。